# بيت ألين
بيت ألين (بالإنجليزية: Pete Allen)‏ هو جراح أمريكي، ولد في 1 مايو 1868 في كلومبينا في الولايات المتحدة، وتوفي في 16 أبريل 1946 في فيلادلفيا في الولايات المتحدة.

## وصلات خارجية
- بيت ألين على موقعبيزبول رفرنس.كوم (الدوري الرئيسي) (الإنجليزية)
- بيت ألين على موقعبيزبول رفرنس.كوم (الدوري الثانوي) (الإنجليزية)